# Вілсон Одобер
Вілсон Серж Ерік Одобер (фр. Wilson Serge Eric Odobert, нар. 28 листопада 2004, Мо, Франція) — французький футболіст, вінгер англійського клубу «Тоттенгем Готспур».

## Ігрова кар'єра

### Клубна
Вілсон Одобер народився в передмісті Парижа в родині переселенців з Мартиніки. З 2017 року займався футболом в академії столичного клубу «Парі Сен-Жермен». У січня 2022 року паризький клуб пропонував футболісту укласти професійний контракт, але Одобер відмовився.
І свою професійну кар'єру розпочав у клубі «Труа», в який він перейшов влітку 2022 року, підписавши трирічний контракт. Дебютну гру на вищому рівні Одобер провів 7 серпня 2022 року, коли вийшов на заміну в матчі чемпіонату Франції проти «Монпельє».
У серпні 2023 року Одобер перейшов до клубу англійської Прем'єр-ліги «Бернлі».

### Збірна
З 2019 року Вілсон Одобер виступав за юнацькі збірні Франції.
У 2023 році у складі молодіжної збірної Франції Одобер брав участь у молодіжному чемпіонаті світу в Аргентині.

## Досягнення
Тоттенгем Готспур
- Переможець Ліги Європи УЄФА: 2025